# Beaver Manufacturing Company
Beaver Manufacturing Company war ein US-amerikanischer Hersteller von Motoren.

## Unternehmensgeschichte
Das Unternehmen wurde 1904 gegründet. Der Sitz war in Milwaukee in Wisconsin. Das Unternehmen stellte jahrelang Motoren her und verkaufte sie. Sie wurden in Personenkraftwagen, Traktoren und Boote eingebaut.
1905 entstand ein Prototyp eines Automobils mit einem eigenen Motor.
1908 war Samuel W. Watkins Präsident. Im selben Jahr gründete er auch die Petrel Motor Car Company und stellte Automobile her. Er erhielt Hilfe von John und Harry Waite, die vorher mit ihrem Unternehmen Waite bereits Fahrzeuge produziert hatten.
Im Oktober 1908 übernahm Filer & Stowell Company die Kontrolle über das Unternehmen. Im Januar 1911 verkaufte Watkins sowohl Beaver als auch Petrel an Filer & Stowell.
Die Produktion von Ottomotoren der Marke Beaver wurde fortgesetzt. Im April 1926 wurden sie noch angeboten. Danach verliert sich die Spur des Unternehmens. Laut einer Quelle wurde es von der LeRoi Company übernommen.

## Produkte
Bekannt sind Zwei-, Vier- und Sechszylindermotoren.
Beaver hatte die Vierzylinder-Baureihen JA und JB für Ackerschlepper entwickelt, baute Traktormotoren aber auch nach Kundenspezifikation. Der erstgenannte Motor hatte 4 ½ Zoll Bohrung und 6 Zoll Hub, was umgerechnet 114,3 mm und 152,4 mm sind und 6255 cm³ Hubraum ergibt. Der andere Motor hatte mit 4 ¾ Zoll etwas mehr Bohrung bei gleichem Hub. Das ergab 120,65 mm, 152,4 mm und 6969 cm³ Hubraum.

## Abnehmer
Die folgenden Unternehmen verwendeten Motoren von Beaver: A. D. Baker Company, Bethlehem Motor Truck Company, Birch Motor Cars, California Motor Car Corporation, Carroll Automobile Company, Colonial Motors Corporation, Cushman, De Kalb Motor Car Company, F. S. Motors Company, Inter-State Automobile Company, Kissel Motor Car Company, Mercer Motors Corporation, Ogren Motor Car Company, Petrel Motor Car Company, Price Belt Auto Company, Simplicity Motors Corporation, Sun Motor Car Company, Traveler Motor Car Company, Whiteside Wheel Company und Wisconsin Automobile Corporation.